# Holland Media Combinatie
Holland Media Combinatie B.V., eerder Holland Combinatie was een uitgever van diverse regionale bladen, huis-aan-huisbladen en websites. In 2014 kwam de uitgeverij tot stand als samenvoeging van HDC Media en Holland Combinatie. HMC was onderdeel van de Telegraaf Media Groep en ging in 2019 op in diens opvolger Mediahuis Nederland.
HMC was onder andere uitgever van Stadsblad De Echo (Amsterdam), Noordhollands Dagblad, Leidsch Dagblad, Haarlems Dagblad, IJmuider Courant, Dagblad Kennemerland en De Gooi- en Eemlander. Holland (Media) Combinatie was ook uitgever van vele huis-aan-huisbladen de websites Dichtbij.nl en Vandaag.nl.
De uitgever was primair actief in de gebieden Noord-Holland, delen van Zuid-Holland, Utrecht en Flevoland (regio Almere). De nadruk van haar activiteiten lag op het uitgeven van lokaal toegespitste redactionele en commerciële uitgaven in druk en online.

## Historie
Holland Combinatie is in 2005 ontstaan doordat de Telegraaf Media Groep de uitgeverijen Noorderpers, Uitgeverij van Groenigen, Uitgeverij De Echo en BV Reclame 't Gooi en hun holdingmaatschappij Hollandse Huis-aan-huisbladen Combinatie (HHC) samenvoegde. In 2008 nam Holland Combinatie meerdere kranten over, waaronder de titels van Weekmedia, Ons Utrecht en omliggende uitgaven en verschillende uitgaven van Postiljon. De uitgever kwam in 2009 in het nieuws doordat het een oplage van het toenmalige Ons Utrecht had laten vernietigen onder druk van gemeente Utrecht en met name haar burgemeester Aleid Wolfsen.
Op 4 juni 2014 hielden het Amstelveens Nieuwsblad en Amstelveens Weekblad op te bestaan en werden zij vervangen door Amstelveen Dichtbij. Het Amstelveens Weekblad zag (als zelfstandige uitgave) het levenslicht in 1923 en werd in 2008 onderdeel van Holland Combinatie. Het Amstelveens Nieuwsblad startte in 1979 (destijds als onderdeel van Uitgeverij De Echo, toen ook al van Telegraaf Media Groep NV). Op 1 juli 2014 werden HDC Media B.V., uitgever van regionale dagbladen en Holland Combinatie, uitgever van lokale huis-aan-huiskranten samengevoegd in de nieuwe organisatie Holland Media Combinatie B.V. 
Op 3 augustus 2016 verscheen Amstelveens Nieuwsblad opnieuw, nadat Telegraaf Media Groep de stekker uit het Dichtbij-project had getrokken. Het blad Almere Vandaag stopte in 2017. Op 14 juni 2017 zijn de meeste huis-aan-huisbladen verkocht aan BDU. Stadsblad De Echo is de enige titel die bij Holland Media Combinatie bleef, tot het blad in 2019 stopte.